# Adoretus tananus
Adoretus tananus är en skalbaggsart som beskrevs av Gilbert John Arrow 1915. Adoretus tananus ingår i släktet Adoretus och familjen Rutelidae. Inga underarter finns listade i Catalogue of Life.